# STOVIA
La School tot Opleiding van Inlandsche Artsen (« école pour la formation de médecins indigènes » en français) ou STOVIA est une ancienne école de médecine située à Batavia, aujourd'hui Jakarta, la capitale de l'Indonésie. L'école est officiellement inaugurée en mars 1902 dans un bâtiment qui est aujourd'hui le Musée de l'éveil national dans le quartier de Gambir dans le  centre de Jakarta,.
Les classes préparatoires duraient 3 ans et la formation proprement dite 6 ans.
La STOVIA est le premier établissement d'enseignement supérieur moderne accessible aux indigènes de la colonie. D'après l'historien belge David Van Reybrouck, c'est là que se développa une sorte de conscience nationale.

## Anciens élèves notables
- Djamaluddin Adinegoro (en), journaliste
- Djoehana Wiradikarta, biologiste

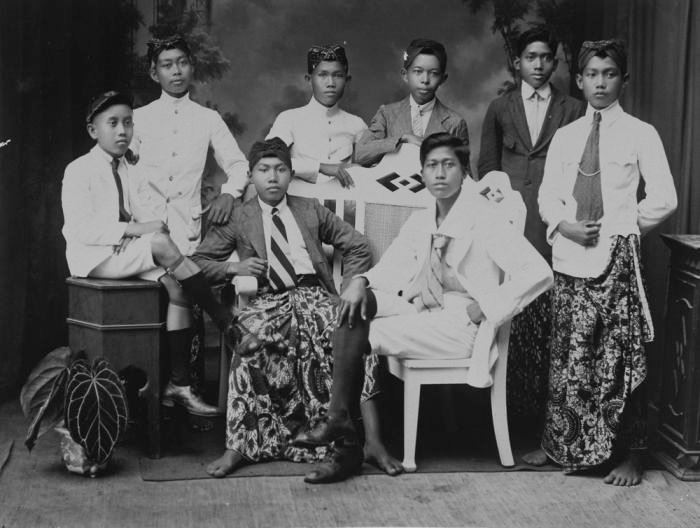
Étudiants de la STOVIA (photographie prise entre 1920 et 1933).
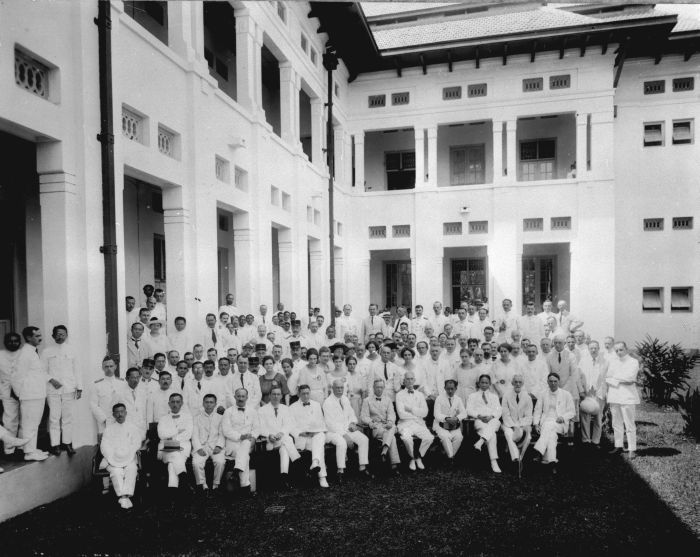
Portrait de groupe à la STOVIA (photographie prise entre 1920 et 1933).